# Parafia św. Andrzeja Boboli w Szubinie
Parafia pw. św. Andrzeja Boboli w Szubinie – rzymskokatolicka parafia w Szubinie wchodząca w skład dekanatu Szubin diecezji bydgoskiej. 

## Zasięg parafii
Do parafii należą wierni z zachodniej część miasta Szubin oraz z miejscowości: Nowy Świat, Pińsko i Wolwark.

## Historia parafii
Została erygowana w 25 maja 1974 roku w granicach parafii pw. św. Marcina w Szubinie i należała do 2004 roku do archidiecezji gnieźnieńskiej. Pierwszym proboszczem parafii był ks. Bolesław Dzierwa. Od 2010 funkcję tę sprawuje ks. Jacek Pawelczyk.
W obrębie parafii znajdują się kaplica Najświętszego Serca Pana Jezusa w szpitalu oraz kaplica pw. Jana Bosko w Zakładzie Poprawczym.

### Kościół parafialny
Kościołem parafialnym jest kościół św. Andrzeja Boboli w Szubinie. Budynek kościoła wzniesiono w 1904 i był on do 1945 roku własnością Kościoła ewangelicko-augsburskiego. Po wojnie do 1974 pełnił funkcję kościoła filialnego parafii św. Marcina.